# Rallye Nový Zéland 2004
Rallye Nový Zéland 2004 byla čtvrtou soutěží mistrovství světa v rallye 2004, která byla pořádána 15. až 18. dubna. Zvítězila zde posádka Petter Solberg a Phil Mills s vozem Subaru Impreza WRC. Celkem měla soutěž 23 rychlostních zkoušek a měřila 1398,36 km. Byly zde představeny nové specifikace vozů Ford Focus RS WRC a Citroën Xsara WRC. 

## Průběh soutěže
Od druhého testu se do vedení dostal Solberg. Často boj o toto místo prohrával s jezdci týmu Peugeot Sport, kterými byli Marcus Grönholm a Harri Rovanperä, ale vždy se na první pozici vrátil. Ve dvanáctém testu Solberg trefil kámen a poškodil posilovač řízení. Propadl se za Grönholma, ale několika nejrychlejšími časy se vrátil na první pozici. Za svůj výkon obdržel ocenění Hvězda rally. Jeho týmový kolega Mikko Hirvonen skončil sedmý. V první etapě havaroval Grönholm a ztratil tak hodně času, navíc ještě udělal jezdeckou chybu v předposledním testu a připravil se tak o vítězství. Rovanperä vyhrál dva rychlostní testy a po jednom z těchto vítězství se dostal do vedení v soutěži. To ale neobhájil a skončil celkově pátý. Třetí pozici vybojoval Markko Märtin s Fordem, ale celou třetí etapu bojoval s Grönholmem o druhou pozici. Třetí pozice ale znamenala, že se dostal do vedení v šampionátu. Druhý jezdec Fordu Francois Duval se dlouho držel na bodované pozici, ale nakonec havaroval a do cíle testu dojel na třech kolech. Celkově skončil na osmnácté pozici. Sebastien Loeb startoval do prvních testů jako první a čistil tak ostatním jezdcům šotolinovou trať. Přesto vyhrál dva testy a skončil celkově čtvrtý. Jeho týmový kolega Carlos Sainz dojel šestý. Oba vozy týmu Mitsubishi Motors Motor Sport vyřadila elektronika hned v prvním testu.

## Výsledky
1. Petter Solberg, Phil Mills - Subaru Impreza WRC
2. Marcus Grönholm, Timo Rautiainen - Peugeot 307 CC WRC
3. Markko Märtin, Michael Park - Ford Focus RS WRC
4. Sebastian Loeb, Daniel Elena - Citroën Xsara WRC
5. Harri Rovanperä, Pietilainen - Peugeot 307 CC WRC
6. Carlos Sainz, Marti - Citroën Xsara WRC
7. Mikko Hirvonen, Lehtinen - Subaru Impreza WRC
8. Daniel Carlsson, Andersson - Peugeot 206 WRC
9. Herridge, MacNeall - Subaru Impreza STI
10. Manfred Stohl, Ilka Minor - Mitsubishi Lancer EVO VII